# Trustpilot
Trustpilot Group plc est une entreprise danoise de consommation qui gère un site web d'avis fondé au Danemark en 2007, hébergeant des avis sur des entreprises du monde entier. Près d'un million de nouveaux avis sont publiés chaque mois. Le site offre des services freemium aux entreprises. Il a été critiqué pour la publication de faux avis et pour avoir permis aux entreprises de supprimer les avis négatifs,,,. Trustpilot est cotée à la Bourse de Londres et fait partie de l'indice FTSE 250.

## Histoire
Trustpilot a été fondée par l'ancien PDG de l'entreprise, Peter Holten Mühlmann, au Danemark en 2007. Il a lancé l'entreprise lorsque ses parents ont commencé à faire des achats en ligne. À l'époque, il étudiait à l'Université d'Aarhus, à l'École de commerce et de sciences sociales, et quitterait plus tard l'université pour se consacrer à Trustpilot.
Après avoir levé 3 millions de dollars en financement par capital-risque initial de 2008 à 2010, Trustpilot a reçu un premier apport de capital de SEED Capital Denmark et Northzone en novembre 2011. Un an plus tard, Index Ventures, SEED Capital Denmark et Northzone ont investi 13 millions de dollars en financement de série B dans Trustpilot, que l'entreprise a utilisé pour sa croissance internationale.
En 2013, Trustpilot a ouvert des bureaux à New York et Londres. La même année, l'entreprise a été nommée Startup danoise de l'année aux European Startup Awards de Next Web. En 2014, Draper Esprit (anciennement connu sous le nom de DFJ Esprit) a investi 25 millions de dollars dans Trustpilot, avec le soutien des investisseurs existants. Selon VentureBeat, le tour de financement de série C aiderait Trustpilot à "apporter son service d'avis sur le commerce en ligne aux États-Unis". Fin 2014, Trustpilot employait 325 personnes et 400 000 nouveaux avis étaient publiés chaque mois. Selon Website Magazine, "Trustpilot a connu un essor en 2014" et a connu "une croissance record avec une augmentation de 80% de ses revenus d'une année sur l'autre.
En mai 2015, Trustpilot a reçu 73,5 millions de dollars en financement de série D. L’investissement a été dirigé par Vitruvian Partners, avec des contributions de tous les investisseurs existants. En mars 2015, Google a annoncé qu’il lançait des évaluations de produits en Allemagne, au Royaume-Uni et en France. Pour ce faire, “Google agrège des données en Europe à partir de différentes sources” y compris des agrégateurs tiers comme Trustpilot.
En février 2020, la BBC a rapporté que Trustpilot avait supprimé au moins 2,2 millions de faux avis. Parmi ces faux avis, 1,5 million ont été supprimés avec un logiciel de protection contre la fraude et 600 000 ont été supprimés manuellement. 469 000 entreprises ont signalé de faux avis, et environ 90 000 faux avis ont été supprimés par les consommateurs.
En février 2021, un particulier, Philip Waymouth, a été condamné à payer 25 000 £ de dommages-intérêts pour diffamation après avoir publié un avis négatif sur le site web de Trustpilot. Il avait dit dans le post que Summerfield Browne de Londres était “un autre avocat escroc”. Le tribunal a constaté que Waymouth n’avait pas déposé de plainte auprès du cabinet avant de poster. Il a dit qu’il a suggéré que si Summerfield Browne remboursait leurs honoraires, il supprimerait le post, mais il a dit qu’ils n’ont pas répondu.
En mars 2021, Trustpilot a été coté pour la première fois à la Bourse de Londres. Les fondateurs ont déclaré que le marché boursier de Londres semblait plus attrayant après qu’un examen soutenu par le gouvernement a appelé à une refonte du régime des cotations au Royaume-Uni.
En janvier 2024, Trustpilot est la plus grande plateforme de collecte d'avis clients avec plus de 300 000 000 d'avis collectés, loin devant Avis Vérifiés et ses 26 000 000 d'avis collectés ou encore Star Evaluator et ses 370 000 avis collectés.
En juin 2024, Trustpilot est à nouveau la cible d'une enquête, cette fois-ci menée par le magazine 60 Millions de consommateurs. Selon l'enquête, les sociétés ayant souscrit un abonnement auprès de Trustpilot se retrouveraient largement avantagées, et seraient les seules à pouvoir atteindre une note positive.

## Produits et activités
L'entreprise permet aux entreprises de collecter et de répondre aux avis gratuitement et propose des fonctionnalités spécialisées de marketing et d'analyse dans ses plans payants. Elle génère des revenus auprès des entreprises abonnées qui utilisent son logiciel pour être évaluées par les clients et acquérir de l'acuité commerciale à partir des avis,,. Trustpilot a un accord de licence avec Google, permettant aux avis Trustpilot d'être répertoriés comme Google Seller Ratings, ou "Étoiles Google". Elle emploie environ 700 personnes et environ 1 000 000 nouveaux avis sont publiés chaque mois. Elle a publié 50 millions d'avis sur plus de 228 000 marques.

## Modèle économique
Trustpilot fonctionne selon un modèle économique freemium et gagne la majorité de ses revenus grâce aux entreprises qui s'abonnent à ses services.

## Critiques
Des enquêtes indépendantes suggèrent que des sites d'avis comme Trustpilot peuvent contenir de faux avis,,. Il existe une controverse sur la légitimité de certains avis de Trustpilot et d'autres sites d'avis de consommateurs, ainsi que sur la manière dont l'entreprise traite les plaintes à leur sujet, bien que Trustpilot affirme s'efforcer de n'inclure que des avis authentiques,,,,. Trustpilot permet aux entreprises de les payer pour accéder à leurs services marketing et utiliser la technologie Trustpilot pour filtrer les avis - généralement en ne sélectionnant que les posts favorables - que les clients placent sur leur propre site Web ou ailleurs. Cela peut violer certaines lois ou réglementations,. Trustpilot a publié de faux avis pour Bizzyloans ; il les a supprimés après qu'ils ont été mis en lumière par KwikChex, une société d'enquêtes en ligne. Les faux évaluateurs volent souvent l'identité de personnes réelles pour construire faussement la réputation des entreprises évaluées. Trustpilot nie qu'il autorise des avis frauduleux connus sur son site.
Le 14 septembre 2017, Trustpilot publie une lettre ouverte clarifiant sa politique d’examen à la suite d'allégations concernant la ‘validité des avis de [l’agent immobilier en ligne] Purplebricks par les clients’,.
Le 22 mars 2019, The Times rapporte que les agents immobiliers Purplebricks et Foxtons “manipulent” les commentaires de Trustpilot en le payant pour obtenir de meilleurs scores. En août 2016, cinq critiques de Foxtons sont publiées sur Trustpilot, avec une note moyenne de 2,2 étoiles sur cinq. Le mois suivant, il y avait 467 critiques, 90% d’entre elles attribuant cinq étoiles,.
Le 6 février 2020, la publication de l’industrie Property Industry Eye a rapporte que Trustpilot examine les critiques des agents immobiliers ‘en général’ après des allégations du site de critiques immobilières allAgents selon lesquelles 70% de leurs critiques pourraient être fausses,.
En mai 2020, un épisode de Joe Lycett‘s Got Your Back mène une expérience dans laquelle une fausse entreprise est créée sur Trustpilot, démontrant les différentes façons de manipuler les critiques sur le site. Trustpilot publie une réponse en ligne, notant la valeur de l’expérience de l’émission en soulignant la fraude sur le site, et promettant de mettre en œuvre des changements pour mieux gérer le problème.
En 2023, un site web publie un essai écrit par un dénommé Hven Somhelst, qui s’identifie comme “un ancien employé de Trustpilot mécontent mais honnête”. Solmhelst allègue six failles qu’il prétend encourager les escrocs à soumettre de fausses critiques. “Les escrocs sont doués pour trouver et manipuler les failles”, écrit Somhelst, “et c’est pourquoi ils sont attirés par Trustpilot.” Il accuse Trustpilot d’extorsion parce que “l’abondance de fausses critiques et la facilité avec laquelle elles sont postées avec succès sont son incitation la plus efficace pour convaincre les commerçants de s’inscrire à leurs comptes commerciaux coûteux.”
En décembre 2024 Trustpilot se voit décerner par 60 Millions de consommateurs, le prix cactus du dopage pour son service payant de dopage des notes positives des entreprises lassées des avis négatifs,.

### Signalement des avis
Trustpilot se réserve le droit de supprimer les avis sans aucun préavis selon leur politique. Il insiste sur le fait qu’il fait toujours un effort de bonne foi pour respecter la loi et ses politiques publiées pour garantir que seuls les avis authentiques restent sur le site.
Les entreprises ont le droit de répondre publiquement aux avis, ou de signaler un avis comme invalide si elles estiment qu’il viole les directives d’utilisation de Trustpilot ou si elles n’ont aucun enregistrement du critique en tant que client. Lorsqu’une entreprise signale un avis, il est automatiquement remplacé par un message indiquant qu’il est en cours d’évaluation. Si le critique ne fournit pas les informations demandées à Trustpilot (par exemple, une preuve d’achat) dans les sept jours, Trustpilot supprime l’avis. Trustpilot peut prendre “un certain temps” pour enquêter sur un avis signalé.

### Masquer les avis négatifs

#### Plugin Facebook
Les utilisateurs du plugin Facebook de Trustpilot (pour leurs abonnés Pro, payant 599 $ par mois) ont la possibilité de n’afficher que les avis donnant une certaine note : “Choisissez le nombre d’avis que vous souhaitez afficher dans le menu déroulant, puis sélectionnez la note que les avis affichés auront”.

#### Fonctionnalité Trustbox
Les abonnés payants de Trustpilot utilisant la fonctionnalité “Trustbox” (qui permet à un site web d’afficher des avis Trustpilot intégrés) peuvent s’assurer que seuls les avis avec une note minimale d’étoiles seront affichés : il existe un paramètre qui “Affiche les notes d’étoiles que vous sélectionnez, par exemple, tous les avis de 3, 4 et 5 étoiles”.
Trustpilot concède que “[en utilisant les Trustboxes] vous ne montrez pas aux consommateurs l’image complète et précise de toutes les opinions de vos clients”.
La propre page Plans & Tarifs de Trustpilot montre la Trustbox en action, affichant les avis de leur propre plateforme, configurée pour afficher uniquement les avis de 4 et 5 étoiles, sous le slogan “Trustpilot est un symbole universel de confiance”.
En 2020, selon le premier rapport de transparence de Trustpilot, il hébergeait plus de 2 millions de faux avis sur sa plateforme, tous devant finalement être supprimés.